# 萨克森号战列舰
萨克森号战列舰（德語：SMS Sachsen）是德意志帝国海军于1910年代建造的四艘巴伐利亚级战列舰中的第三艘（有时也会与其姊妹舰符腾堡号一同被视为该船级的亚级），但从未完工。与同级的其他成员一样，该舰将在四座双联装炮塔内安装八门380毫米口径炮作为主炮，但其推进系统则与同级的其他成员不同。它把中央螺旋桨轴上的蒸汽涡轮机换成了柴油发动机。舰只自1914年4月开始在基尔的日耳曼尼亚船厂架设龙骨，但同年七月爆发的第一次世界大战延缓了该舰的建造；它于1916年11月下水，随着军事资源被转移至包括建造U艇在内的更紧迫项目，在距离完工尚余约9个月时，工作完全终止。舰只推进系统的部分组件被重新应用至几艘U151级潜艇上。战后，1919年6月签署的《凡尔赛条约》明确规定，德国所有在建的军舰都要销毁，因此，萨克森号于1920年被当作废料出售，至次年拆解。

## 发展

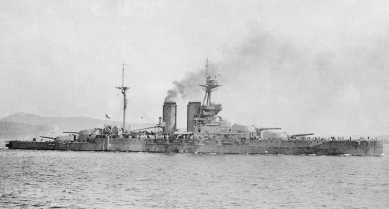
伊丽莎白女王号战列舰，促进了萨克森号作出设计变动

巴伐利亚级战列舰的设计工作始于1910年的英德海军军备竞赛背景下，最初的讨论集中在主舰炮的口径上；以往的德国战列舰最大仅搭载305毫米炮，但由于外国海军普遍采用340毫米和356毫米的武器，德国海军司令部感到有必要用自己更大的火炮来应对。他们的考虑范围在320毫米、380毫米和400毫米三种规格之间。海军上将阿尔弗雷德·冯·提尔皮茨作为国家海军办公室的国务秘书，能够利用公众对阿加迪尔危机的强烈抗议，向帝国议会施压为帝国海军拨款，以抵消大型武器的额外成本。设计人员最终选择了380毫米口径，因为400毫米口径的炮要昂贵得多，且380毫米口径炮已较既有的德国炮有了显著的改进。
帝国海军是在1912年开始筹建1914财政年度拨款的战列舰，并明确以“德皇腓特烈三世替舰”（Ersatz Kaiser Friedrich III）作为合同代号订购，意指用作替代老旧的前无畏舰德皇腓特烈三世号；与此同时，设计人员意识到最新的英国战列舰——伊丽莎白女王级将拥有极高的航速。德国人遂选择再度尝试使用柴油发动机为新舰的中央螺旋桨轴提供动力（他们此前曾计划安装在前一船级国王级舰上，但未及交付）。柴油发动机较同类的蒸汽涡轮机更大，使排水量增加了大约200吨，这便需要将船体加长2.4米以防止其吃水增加。此举的好处是细化了船体线条，从而改善其外形的流体动力学，提高航速。由于这些改动，一些历史学家——包括德国海军历史学家迪尔克·诺克尔曼，都将萨克森号与后续建造的符腾堡号，视为基于巴伐利亚级衍生的一个亚级。

## 特征

巴伐利亚级舰只装甲方案的侧视图

萨克森号的水线长度和全长分别为181.8米和182.4米，舷宽为30米，吃水深度介乎于9.3米－9.4米之间。舰只的设计排水量为28800吨，这是不计全部的物资补给、燃料和其他的运作必需品；满载情况下，排水量可达32500吨。不同于其三艘姊妹舰采用三套希肖蒸汽涡轮机提供动力，萨克森号只有两套涡轮机应用在舷外轴上，蒸汽由六个燃煤和三个燃油水管锅炉提供。它的第三条（中央）轴是由MAN集团生产的一台六缸二冲程柴油发动机驱动，额定功率为12,000匹公制馬力（12,000匹軸馬力）；结合涡轮机，其推进系统共可产生54,000匹公制馬力（53,000匹軸馬力），从而使设计速度达到22.5節（41.7每小時）。这套装置还允许舰只以12節（22每小時）的速度续航5,000海里（9,300）。其标准船员编制为42名军官和1129名水兵。
倘若能完工，萨克森号将配备八门380毫米45倍径速射炮。它们将被成对布置在四座双联装炮塔内：舰艛的艏艉两端各设两个超射转台。舰只的副炮系统包括十六门150毫米速射炮和四门88毫米口径高射炮。此外，它还在船体下方安装了五具浸没式的600毫米鱼雷发射管——其中舰艏一具，两边舷侧各两具。舰身配备有170－350毫米厚的装甲带，而甲板装甲的厚度为60－100毫米。前司令塔也受重型装甲保护，两侧分别为400毫米厚和塔顶为170毫米厚。而各主炮塔的侧部也有350毫米厚，塔顶为200毫米厚。 

## 建造及取消

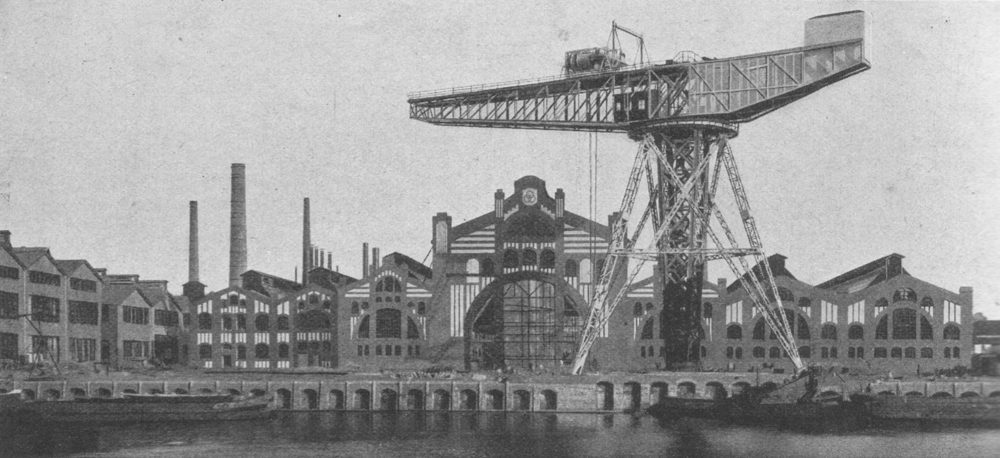
1902年左右的日耳曼尼亚船厂

萨克森号是根据是1912年通过的第四部暨最后一部《德国海军法》而订购的。德皇威廉二世批准了该设计，并将建造合同发包予基尔的日耳曼尼亚船厂；帝国议会则没有正式批准预算，因此船厂从建造伊始便面临着风险。新舰的建造总费用估计约为4900万金马克，当这笔资金得到正式授权后，在1914年2月21日，王储号战列舰新船下水，得以腾出为建造“德皇腓特烈三世替舰”而预留的船台。筹备工作在王储号滑出船台后立即开始，3月21日，威廉二世签署了建造新舰的最终命令。它于4月15日开始架设龙骨，造舰序号为210。由于第一次世界大战自7月爆发，最初的工作进展缓慢，因为资源被转移到王储号上完成舾装工作，以及几艘正在船坞待建的鱼雷艇和U艇身上。其完整的船体原定于1916年初下水，却因工期延误而推迟至11月21日才下水。在下水仪式上，舰只被正式命名为萨克森号（得名于萨克森王国），然而惯常的庆祝活动却被省略。萨克森号的竣工日原定在1917年，但是物资和劳动力的短缺日益加剧，特别是当这些资源开始被用于支援针对英国的U艇战后，工作进一步放缓，最终陷入停顿。
1917年2月，德国恢复并极大地扩展了无限制潜艇战，当时已经取代提尔皮茨成为国家海军办公室国务秘书的海军上将爱德华·冯·卡佩尔主张，应停止主力舰的建造，以支持U艇的建造。结果，萨克森号的工作被完全终止了，此时距离其竣工尚余约9个月时间。为其柴油发电机而组装的部件被重新安装至商用潜艇不来梅号艇内。而柴油发动机则于1917年初被拆分至四艘U151级潜艇的推进系统内。到1917年工程终止时，萨克森号已经安装了其八门主炮中的六门，剩下的两门被转移至佛兰德改装为列车炮或固定炮台。大约76%的船体已经搭建完毕、13%的装甲已经安装完毕，其余大部分都在车间内等待安装。位于主甲板下方的炮台甲板已完工，而上层甲板也有五成已就位。舰只的锅炉已经安装就绪，两个涡轮和柴油发动机都在车间里几乎完全组装好了，但在上舰之前还需要进行调试。此外，它的两个烟囱都已竖立起来了。
战争结束时，萨克森号仍以未完工的状态驻泊在基尔。根据1919年6月签署的《凡尔赛条约》第186条规定，德国被禁止建造设计排水量超万吨的军舰；由于萨克森号的标准远远超出这一规定，因此不可能完工，并且必须立即拆解报废。与此同时，它的舰载武器被移除，然后于同年晚些时候被转移至基尔峡湾，等候进入拆解厂。1919年11月3日，萨克森号正式从海军序列中除籍，并于1920年末被售予拆船商。售出后，它又被送回造船厂，卸下了舰载侧装甲和炮塔。之后，舰只被送至拆船商处进行拆解，工作一直持续至1923年。

## 脚注
1. ↑  Friedman，第131頁.
2. ↑  Dodson，第97頁.
3. ↑  Nottelmann，第289–293頁.
4. ↑  Nottelmann，第300–301頁.
5. ↑  Breyer，第276頁.
6. ↑  Gröner，第28–30頁.
7. ↑  Nottelmann，第301頁.
8. ↑  Gröner，第30頁.
9. ↑  Dodson，第225頁.
10. ↑  Herwig，第81頁.
11. ↑  Weir，第178頁.
12. ↑  Nottelmann，第301–302, 317頁.
13. 1 2 3  Hildebrand, Röhr, & Steinmetz，第97頁.
14. ↑  Forstmeier & Breyer，第44頁.
15. ↑  Nottelmann，第303, 317–318頁.
16. ↑  Nottelmann，第318頁.